# A Borsod-Miskolci Hitelbank épülete
A Borsod-Miskolci Hitelbank egykori épülete Miskolcon, a Széchenyi utca 15–17. alatt áll.

## Története
A Borsod-Miskolci Hitelbank épülete 1930-ban épült két középkori eredetű telken, erre utal a kettős házszám. A valószínűleg még az 1900-as évek előtt készült képeslapon (még a Weidlich-palota sem áll) a 17. szám alatt egyemeletes üzlet-lakóház állt, az 1895-ös címtár szerint már a Hitelbank működött benne. A 15. szám alatt egy földszintes üzlet állt, amelyről már 1504-es adatok is szólnak. Itt nyílt meg 1768-ban Miskolc első kávéháza. Azt is tudni, hogy az üzletet 1782-ben, az 1878-as miskolci árvíz után felújították. 1925. augusztus 15-én itt nyitott kávéboltot a Meinl-cég (később, az új épület elkészültéig a Grand szállóba költözött), a 17. szám alatt volt Appel Emánuel rövidáru kereskedése, ennek a további sorsáról nem tudni. A két telket a Magyar Kereskedelmi Bank vásárolta meg, az épületeket 1930-ban bontották le, és a helyükön példátlanul gyors tempóban építették fel a Borsod-Miskolci Hitelbank épületét. Az építkezésen 150 munkás dolgozott, a munkálatok június 15-én kezdődtek, a négy emelet felhúzásával pedig augusztus 10-én végeztek. A Meinl-féle kávé- és gyarmatáru üzlet augusztus 15-én már vissza is költözött a bal oldali üzletrészbe. A jobb oldali részt – valamivel később – Weiszlovits Samu ékszerboltja foglalta el.
A Hitelbank épületét Kozma Lajos tervezte, a kivitelezők a Fejér és Dános fővárosi, valamint a Feldmann Mór-féle miskolci cégek voltak, az építkezés műszaki ellenőre pedig Böhm Viktor miskolci építész volt. A bank belső berendezését miskolci mesterek alakították ki, Adamcsik György asztalosmester készítette a tölgyfa portálokat, bejárati ajtókat és szélfogókat, a Demeter testvérek a kovácsoltvas lakatos szerkezeteket, a Miskolci Faárugyár pedig a Kozma által tervezett modern stílusú bankhelyiség tölgyfa ablakait és mahagóni berendezését szállította. Az építkezést a Pesti Magyar Kereskedelmi Bank finanszírozta. Az épületet február közepén vette birtokba a Hitelbank és 1931. március 5-én avatták fel, és mind a közönség, mind a sajtó egyöntetű lelkesedéssel fogadta. „Épülete kívülről iskolapéldája annak a stílusnak, amely a kivitelben a legmodernebb klasszicizmust adja. Mindenütt finoman megválogatott motívumok, egységes arányok, amelyeket nem bont meg és nem zavar semmi felesleges ciráda, vagy édeskés felesleges dísz” – hangzott el a megnyitó ünnepségen.
Az építész dolga a tervezés során nem volt könnyű: kiképzésével, méreteivel egyrészt igazodnia kellett a szomszédos Weidlich-palotához, ugyanakkor azonban nem volt szükség annak hatalmas magasságú földszinti részeihez illeszkednie. Kozma Lajos ezért az első emeleti ablaksort igazította a Weidlich-palota földszintjének magasságához. Az épület magassága így azonos lett a szomszédos épület párkánymagasságával. A tervező szintenként eltérő ablakkeretelést valósított meg, a homlokzat fölső részén timpanont alakított ki, és ez alatt szerepelt a Borsod Miskolci Hitelbank felirat. A felújítás során ez a felirat megszűnt.
A banképület az államosítás után is megőrizte funkcióját, 2006-ig az OTP székháza működött benne Ekkor az OTP a Széchenyi utca túloldalára, a Sötétkapu mellé, az utcajegyzék szerint Rákóczi u. 1. alá költözött). A Meinl-üzlet helyén – gyakorlatilag változatlan kínálattal (kávé, tea) – Csemege üzlet volt, amit az idősebb miskolciak még az 1960-as években is Meinl-nek hívtak. A másik üzletrészben változó boltok voltak, például működött itt az Észak-Magyarország napilap hirdetésfelvétele, IBUSZ iroda és zenebolt is. Az épület homlokzatát 2006–2007-ben felújították, a megváltozott portálok mögötti bolthelyiségekben azóta különböző üzletek váltják egymást (papír-írószerbolt, műkereskedés stb.).

## Képek

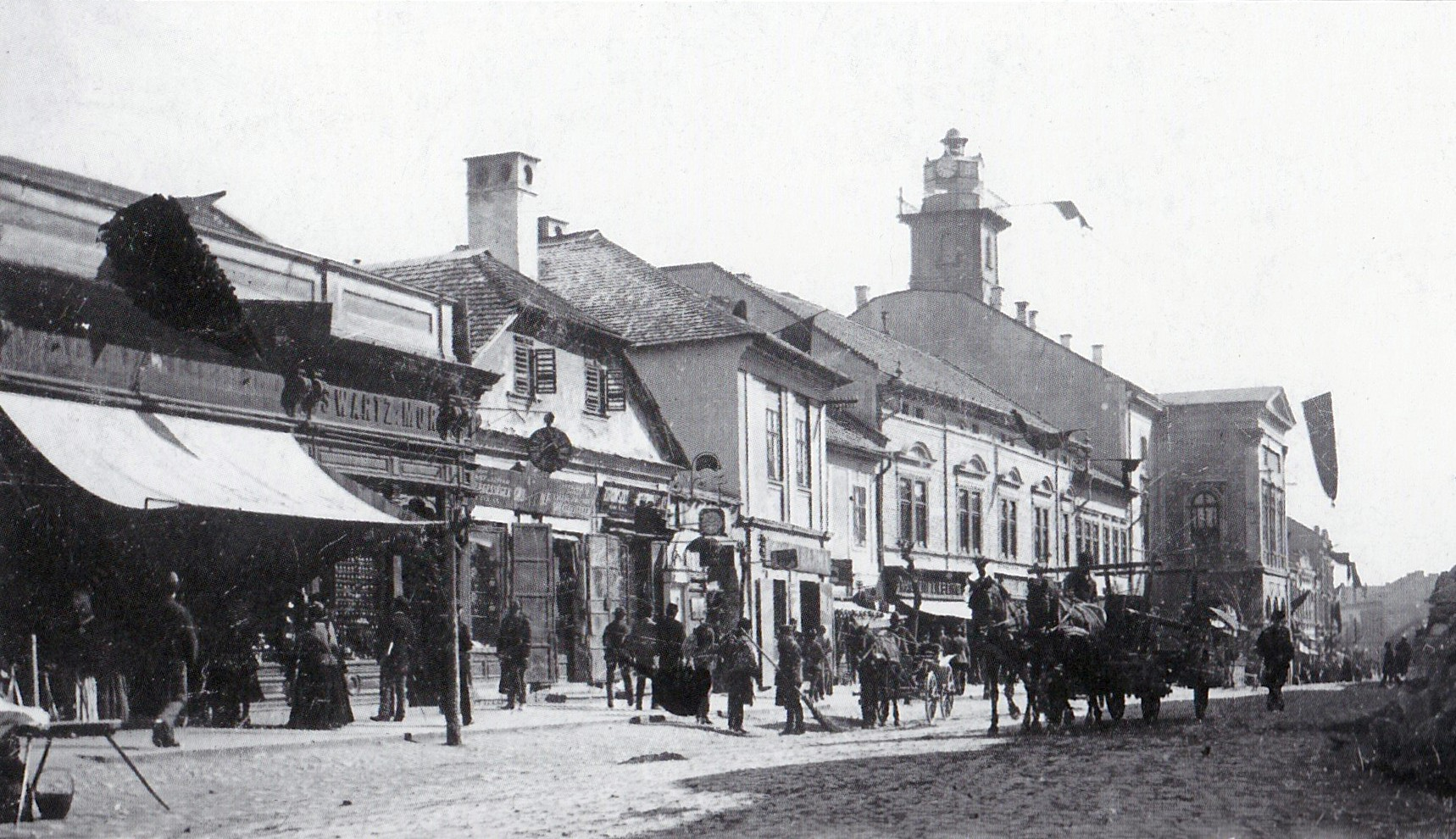
A Széchenyi utca képe a régi 15. és 17. számú házakkal 1900 előtt. Még a Weidlich-palota sem áll
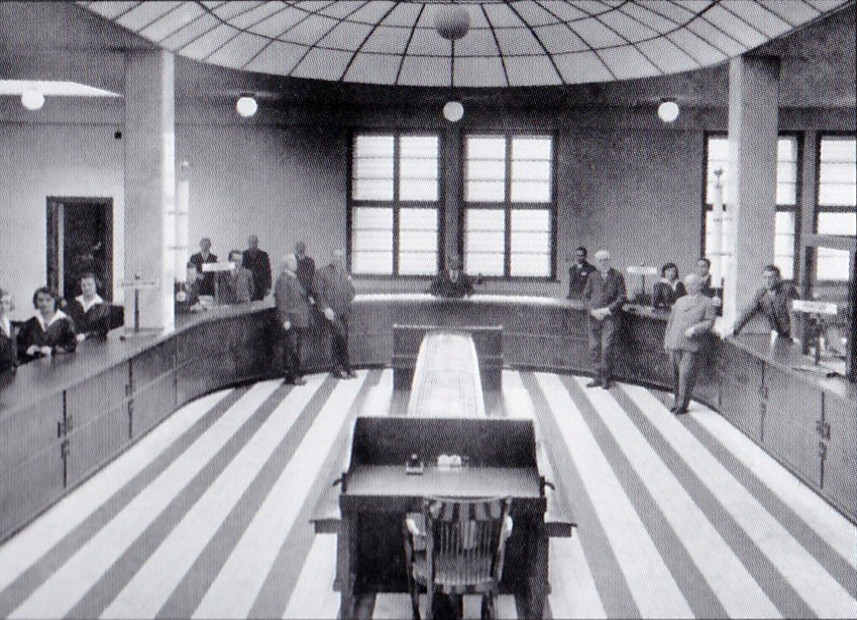
A bank belső tere az avatás után
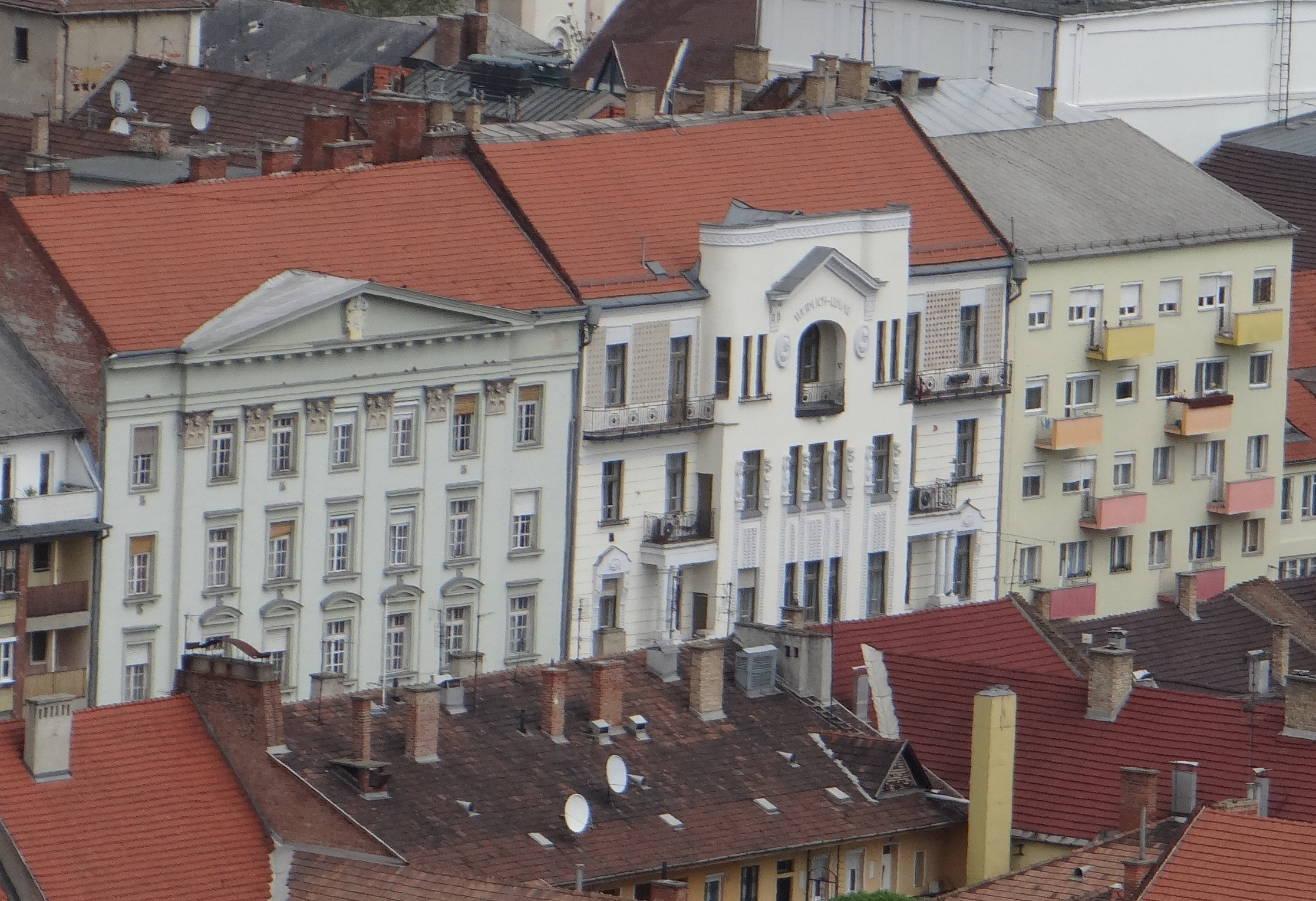
A Hitelbank és a Weidlich-palota az avasi kilátóból